# Oxycnemis mexicana
Oxycnemis mexicana là một loài bướm đêm trong họ Noctuidae.